# ناوكي أوراساوا
ناوكي أوراساوا (باليابانية: 浦沢 直樹) (مواليد 2 يناير 1960) هو كاتب ورسام مانغا وموسيقي ياباني. يعد من الفنانين الذين غيروا تاريخ فن المانغا، نال جائزة شوغاكوكان ثلاث مرات وجائزة أوسامو تيزوكا الثقافية مرتين وجائزة كودانشا للمانغا مرة واحدة.

## حياته
ولد ناوكي أوراساوا في 2 يناير 1960 في فوتشو، طوكيو. حصل على بكالوريوس في الاقتصاد من جامعة ميسي في طوكيو. بدأ أول عمل مانغا عودة في 1981.

## مشواره المهني

### مانغا
ثلاثة من أعماله تم تحويلها إلى انمي: ياوارا! (1986–1993)، ماستر كيتون (1988–1994) ومونستر (1994–2001).
و (بيلي بات) و (بلوتو)، حظت مانغا فتيان القرن العشرون (2000–2006) بشعبية وشهرة عالية، التي تم عرضها كثلاثة أفلام واقعية في عامي 2008 و2009.
تمتاز أعمال ناوكي اوراساوا بالسوداوية والتشويق وعمق القصة بالإضافة لاستعماله المتكرر لشخصيات الالمانية والاماكن والاحداث الواقعية.
في 2008 تولى التدريس كضيف في جامعة ناغويا زوكي حيث كان يدرس «دورة التعبير الحديث: فصول المانجا» مرتين إلى ثلاث مرات في العام.
وصف الاعلام اوراساوا بانه «ثروة وطنية لليابان» و«فنان حقيقي».

### موسيقى
عزف الإيتار في فرقة روك كهواية تحت اسم فني بوب لينون، كما كتب وعزف أغنية كينجي التي تم نشرها في اقراص سي-دي على الطبعة الأولى للمجلد 11 لمانغا فتيان القرن العشرون.

غلاف أحد أعمال ناوكي أوراساوا (مونستر)

## أعماله
- بيتا!!

بدأ اوراساوا عمل المانغا باطلاقة واحدة لمانغا بيتا!!.
- الشرطي الراقص (باليابانية: 踊る警官)

نشرت في عام 1984. مجلد واحد فقط.
- جيش الاناناس (باليابانية: パイナップルARMY)

نشرت في (1985–1988) كتبها كازويا كودو ورسمها ناوكي اوراساوا. مكونه من 10 مجلدات.
- ياوارا! (بالإنجليزية: YAWARA!)

أول عمل رسمي لاوراساوا (1986–1993) قصة رومانسية كوميدية عن بطلة جودو مكونه من 29 مجلد. فازت بالمركز 35 لشوغاكوكان في عام 1990.
- ماستر كيتون (باليابانية: MASTERキートン)

بعد جيش الأناناس، وأثناء كتابة ياوارا!، بدأ اوراساوا واحدة من أعماله الأكثر شهرة. نشرت سيد كيتون (1988–1994) وتتكون من 18 مجلد.
- ناسا (N・A・S・A)

مجموعة قصص قصيرة نشرت في شوغاكوكان عام 1988 في مجلد واحد.
- هابي! (باليابانية: ハッピー!)

بعد كتابة ياوارا! بدأ اوراساوا العمل على مانغا سعيد! بدأ عام 1993 وانتهى في عام 1999. مكونه من 23 مجلد.
- وحش  (باليابانية: モンスター)

في عام 1994، بعد الانتهاء من سيد كيتون، بدأت اوراساوا كتابة واحدة من أفضل أعماله والأكثر شهرة. وكتب الوحش جنبا إلى جنب مع سعيد!. وتتكون من 18 مجلدا (1994–2001).
- جيغورو!

مجموعة قصص قصير نشرت في شوغاكوكان عام 1994.
- فتيان القرن 20 (باليابانية: 20世紀少年) / فتيان القرن الواحد والعشرون (باليابانية: 21世紀少年)

في عام 1999، بعد الانتهاء من سعيد! بدأ اوراساوا مانغا التي من شأنها أن تصبح واحدة من أكثر أعماله شعبية. وكتب فتيان القرون العشرون جنبا إلى جنب مع الوحش. سلسلة تمتد 22 مجلدا، مع الفصول الختامية صدرت تحت عنوان فتيان القرن الواحد والعشرون.
- بلوتو (باليابانية: プルートウ)

بدأت في نهاية 2003، وهي إعادة سرد واقعية لقصة «اتوم القوي» المعروفة باسم «آسترو بوي» للكاتب اوسامو تينزوكا.
حصل المانغا على جائزة التميز في الفنون في اليابان عام 2005.
- بيلي بات (باليابانية: ビリーバット)

مانغا سينن بدأت في (2008–2016).
- سيد كيتون ريماستر (باليابانية: MASTERキートン Reマスタ)

بدأت في (2012–2014) كتب القصة تاكاشي ناغازاكي، وهي تتمة لمانغا سيد كيتون.
- إشارة الأحلام

بدأت في 20 تشرين الأول 2017.
- نور الصّباح (Asadora!)

بدأت في 2018. هي قصة فتاة حياتها تجمع بين السعادة والشقاء تظهر فجأة لتنقذ طوكيو من خطر عظيم. رحلة تشويق تمتد من ما بعد الحرب العالمية الثانية وحتى الوقت الحاضر.

## روابط خارجية
- ناوكي أوراساوا على موقع IMDb (الإنجليزية)
- ناوكي أوراساوا على موقع ألو سيني (الفرنسية)
- ناوكي أوراساوا على موقع ميوزك برينز (الإنجليزية)
- ناوكي أوراساوا على موقع أول موفي (الإنجليزية)
- ناوكي أوراساوا على موقع ديسكوغز (الإنجليزية)
- ناوكي أوراساوا على موقع قاعدة بيانات الفيلم (الإنجليزية)
- ناوكي أوراساوا على موقع كينوبويسك (الروسية)
- ناوكي أوراساوا على موقع ANN person (الإنجليزية)